# Danske orlogsskonnerter
Den danske marine fik i årene 1861 til 1876 bygget seks danske orlogsskonnerter, der alle var skruedrevne og forsynet med nogle få kraftige svingkanoner. Svingkanonerne havde den fordel, at de både kunne placeres midtskibs og ved en af skibssiderne, så de på den måde fik et stort skudfelt. Af samme grund var skibene konstrueret uden dækshuse og andet, der kunne komme i vejen for skudfeltet. 
Som navnet indikerer var de skonnertriggede, og sejlene blev brugt for at spare på kullene, når vinden var gunstig. De to første var to-mastede topsejlsskonnerter, og de fire øvrige var tre-mastede skonnerter.
De to første, Absalon og Esbern Snare, var pansrede og omtales derfor også som panserskonnerter.
De to skonnerter fra 1870-erne var noget større end forgængerne, og da skonnerterne i 1885 blev klassificeret som krydsere af 3. klasse, virkede det mest naturligt for disse to.

## Tjeneste
De fire skonnerter fra 1860'erne gjorde tjeneste i 2. Slesvigske Krig, hvor specielt de to panserskonnerter viste sig meget anvendelige, fordi de kunne modstå beskydning med lette våben, og derfor kunne operere i de snævre farvande omkring Als. Efter krigen blev skibene generelt anvendt på samme måde som brigger og skonnerter fra de tider, hvor skibene alene førte sejl. Det vil sige inspektionstjeneste ved Færøerne, Island og Grønland, samt ved de Dansk Vestindiske Øer.
I 1876 blev Esbern Snare ombygget til Torpedoskib, mens de øvrige i 1885 blev klassificeret som krydsere, hvilket nok var lige i overkanten for de tre ældste af dem, da man i udlandet normalt ikke benævnte så små skibe som krydsere, men derimod mest som kanonbåde. 
I 1896 blev klassificeringen ført tilbage til Skonnert, bortset fra Esbern Snare.

## Skibsliste
De seks orlogsskonnerter var følgende:
- Orlogsskonnerten Absalon (Søsat 1862).
- Orlogsskonnerten Esbern Snare (Søsat 1862).
- Orlogsskonnerten Fylla (Søsat 1862).
- Orlogsskonnerten Diana (Søsat 1863).
- Orlogsskonnerten St. Thomas (Søsat 1871).
- Orlogsskonnerten Ingolf (Søsat 1876).